# Auriculoteràpia
L'acupuntura auricular (també coneguda com teràpia auricular, o aurículoacupuntura) és un tipus de medicina alternativa basada en la idea que l'oïda és un microsistema que reflecteix tot el cos, el qual es representa al pavelló auricular, la porció exterior de l'oïda. Aquesta disciplina considera que les condicions que afecten la salut física, mental o emocional del pacient són tractables mitjançant l'estimulació de la superfície de l'orella exclusivament. En moltes àrees del cos s'utilitzen mapatges similars, com ara en la pràctica de reflexologia i iridologia. Aquests mapatges no estan basats ni recolzats per cap evidència mèdica o científica, per tant, es consideren pseudociència.

## Història i desenvolupament
El registre més antic que existeix sobre aurículoteràpia es remunta a l'2500 aC, al llibre Clàssic de medicina interna de l'Emperador groc (100 aC), tot i que estava limitat a ferides amb vessament de sang i cauterització. El capítol 20 parla de la pràctica d'una flebotomia en una vena distesa de l'orella per alleujar l'opressió en el marge costal, i el capítol 63 explica com bufar aire dins de l'orella amb un tub per salvar un pacient inconscient.
El 1957, el neuròleg francès Paul Nogier va proposar un enfocament estandarditzat. Nogier es va basar en la frenologia per desenvolupar un mètode de projecció d'un homuncle fetal a l'orella, i va publicar un paràmetre que va anomenar Senyal Vascular Autonòmica, el qual mesurava canvis en l'amplitud del pols. Aquest mecanisme només emetia un senyal quan entrava nova informació al camp electromagnètic del pacient. Nogier va citar un principi de ressonància coincident, segons el qual podia emprar el senyal vascular autonòmic per detectar els punts actius del microsistema auricular.
L'acupuntura auricular de Nogier es va introduir a la Xina. L'any 2001 Richard Niemtzow va desenvolupar un procediment, que va anomenar acupuntura Battlefield, per intentar trobar un remei més eficient pel dolor de les extremitats fantasma i el dolor crònic dels veterans. L'acupuntura Battlefield consisteix a col·locar agulles semipermanents d'or a un màxim de cinc llocs concrets de les orelles. El 2018, el departament de defensa dels Estats Units, el Centre de Veterans per a la Gestió del Dolor Integrat i l'oficina del Programa Nacional per la Gestió del Dolor i l'Administració de la Salut dels Veterans, van elaborar un programa d'educació i formació en acupuntura. Tenia una durada de 3 anys i va costar 5,4 milions de dòlars, i finalment va entrenar a més de 2.800 practicants en acupuntura Battlefield.

## Punts principals de Nogier
Segons Nogier, les estructures rellevants inclouen:
- L'hèlix, la vora exterior prominent de l'aurícula
- L'antihèlix, la cresta elevada anterior i paral·lela a l'hèlix
- La fossa triangular, una depressió amb forma de triangle
- La fossa escafoidea, una depressió corba i estreta entre l'hèlix i l'antihèlix
- El tragus, la petita eminència corbada davant de l'aurícula
- L'antetragus, la petita prominència oposada al tragus
- La conca, la depressió al costat del canal auditiu

Nogier afirma que diversos punts situats al lòbul de l'orella estan relacionats amb el cap i la regió facial, els de la fossa escafoidea estan connectats amb les extremitats superiors, els de l'antihèlix i la branca de l'antihèlix amb el tronc i les extremitats inferiors i els de la conca estan relacionats amb els òrgans interns.

## Crítiques
Un estudi transversal controlat de 36 pacients no va trobar cap diferència entre dos experiments. L'estudi va concloure que l'auriculoteràpia no és un procediment terapèutic efectiu per al dolor crònic.
El primer experiment va comparar els efectes de l'estimulació dels punts d'auriculoteràpia amb els punts de control. Un segon experiment va comparar l'estimulació d'aquests punts amb un control de placebo de no-estimulació. Segons el qüestionari de dolor McGill, el dolor no es va reduir en els punts en comparar-los amb els controls. L'alleujament del dolor que reporten els pacients després de l'auriculoteràpia es deu a l'efecte placebo.
A més, durant l'estimulació elèctrica, els pacients de vegades van informar de l'aparició d'un nou dolor en una part del cos no relacionada. Aquestes sensacions esmentades reforcen l'alleujament del dolor produït per l'efecte placebo i poden explicar parcialment la raó per la qual persisteix la creença en l'acupuntura auricular.